# آرتور شوپنهاور
آرتور شوپنهاور (به آلمانی: Arthur Schopenhauer)  [[:مدیا:De-Arthur Schopenhauer.ogg|'ʔatʰu:ɐ 'ʃo:pnhaʊɐ]] (راهنما·اطلاعات) (۱۷۸۸–۱۸۶۰) فیلسوف آلمانی که یکی از بزرگ‌ترین فلاسفهٔ اروپا و فیلسوف پرنفوذ تاریخ در حوزه اخلاق، هنر، ادبیات معاصر و روان‌شناسی است.

## زندگی

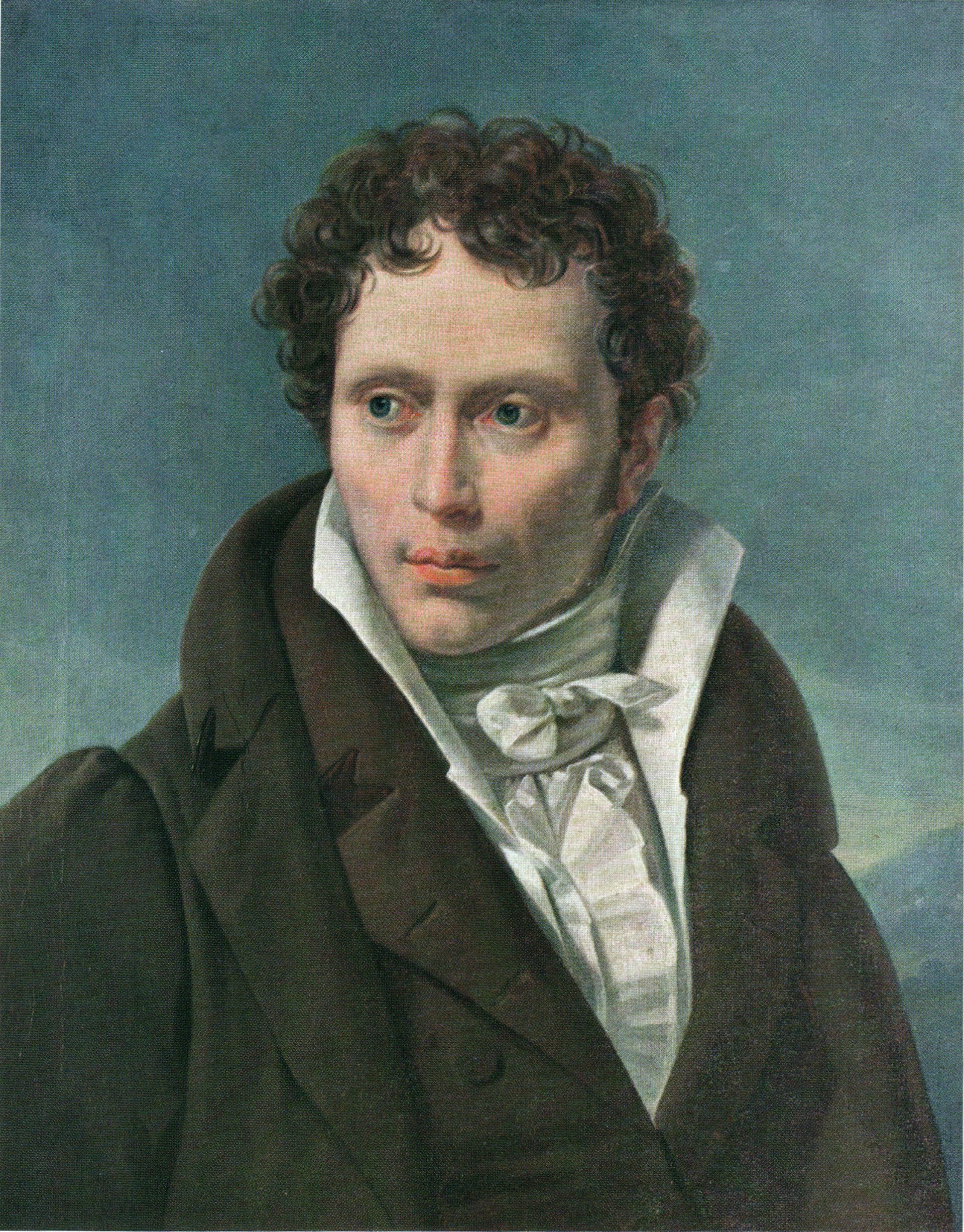
آرتور شوپنهاور در سال ۱۸۱۵

او در شهر دانتسیش در پادشاهی پروس از پدری هلندی و مادری آلمانی زاده شد. پدرش بازرگان و با بضاعت بود، اما او رغبتی به تجارت نداشت و به تحصیل علم بیشتر علاقه می‌ورزید. شوپنهاور ۱۷ سال بیشتر نداشت که پدرش خودکشی کرد و بعد از آن مادرش به وایمار رفت. مادر آرتور نویسنده بود، اما به پسر مهری نداشت و به زودی مادر و پسر از هم جدا شدند. وی در حقیقت مهر مادری را نچشیده بود و البته این امر در عقاید او مؤثر افتاد. شوپنهاور با ازدواج مجدد مادرش مخالف بود و همین امر باعث شد که به عقیده بسیاری فلسفهٔ او حاوی عقایدی نیمه حقیقی در مورد زنان باشد. رابطهٔ مادر و فرزند مدتی رسمی و به‌دور از نزاع بود، اما مادرش که از گوته شنیده بود او مرد بزرگی خواهد شد، با انداختن او از پله‌ها به رابطۀ مادر و فرزندی پایان داد.
در دانشگاه نخست به آموختن طب پرداخت و سپس به علوم طبیعی مشغول گشت و آنگاه به فلسفه روی آورد. در سال ۱۸۱۳ با نوشتن رساله‌ای در فلسفه از دانشگاه «ینا» درجهٔ دکتری گرفت.
وی به تحصیل معاش احتیاج چندانی نداشت، اما طالب نام و شهرت بود. خواست معلمی کند، اما حوزهٔ درسش رونق چندانی نیافت و آن را بر مخالفت باطنی هگل حمل کرد. در سی سالگی (۱۸۱۸) کتاب مهم خود را به نام «جهان اراده و نمایش است» (جهان همچون اراده و تصور) منتشر کرد. اما این کتاب هم مورد توجه قرار نگرفت و شوپنهاور از فاضلان معاصر خود سخت رنجید. شانزده سال پس از انتشار کتاب به شوپنهاور اطلاع دادند قسمت اعظم نسخ چاپی کتاب را به جای کاغذ باطله فروخته‌اند.
شوپنهاور طبیعتی ناآرام و متزلزل داشت و پر از سوءظن بود. متأهل نشد و زندگانی را به تنهایی به سر برد. چند کتاب دیگر هم تألیف نمود که چندان چیزی بر مطالب اصلی‌ترین کتابش نیفزود. در سال‌های آخر عمر کم‌کم شهرت یافته بود و پس از مرگ، شهرتش قوت گرفت.
شوپنهاور با گوته، نویسنده آلمانی و هگل، فیلسوف مشهور، معاصر و با اولی دوست بود و چندی بعد به وسیله یک هندو از عقاید بودائیان آگاهی یافت و پس از تجسس و تفکر زیاد به آئین بودایی اعتقاد کامل یافت.
او را در سال ۱۸۲۲ به عنوان استادیار به دانشگاه برلین دعوت کردند. او همان ساعات هگل را برای تدریس انتخاب کرد و این کار باعث شرکت نکردن دانشجویان در کلاس او شد؛ به همین دلیل استعفاء داد و هجونامه‌ای ضد هگل نوشت:
«... هیچ زمانی برای فلسفه ناسازگارتر از آن نیست که آن را برای اغراض سیاسی به کار برند و وسیلهٔ امرار معیشت سازند. دیگر کسی با این قول معروف مخالفت نمی‌کند که اول زندگی بعد فلسفه. این آقایان می‌خواهند زندگی کنند آن هم از راه فلسفه، و حتی می‌خواهند زن و فرزندانشان از این راه نان بخورند. نغمهٔ «من برای کسی آواز می‌خوانم که نان مرا بدهد» همه جا حکومت می‌کند. قدما می‌گفتند که تحصیل پول از راه فلسفه کار سوفسطاییان است… آنچه با پول به دست می‌آید چیز مبتذلی بیش نیست. ممکن نیست در عصری که بیست سال تمام هگل (این کالیبان صحنهٔ معنویات) را مانند بزرگ‌ترین فلاسفه تقدیر و ستایش می‌کنند، برای او ارزشی واقعی که محسود دیگرانش سازد قائل شوند… بلکه بر عکس، حقیقت همواره در میان عدهٔ قلیل پیدا می‌شود و باید با آرامی و فروتنی منتظر بود تا این عدهٔ معدود که از حقیقت لذت می‌برند، پیدا شوند. زندگی کوتاه است، ولی حقیقت دورتر می‌رود و بیشتر عمر می‌کند؛ بگذار تا حقیقت را بگوییم…»
شوپنهاور تا آخر عمر ازدواج نکرد و ازدواج را مسئولیتی احمقانه می‌دانست. مردی که شجاعانه پیشتازی فکری را بر عهده داشت، در ۲۷ سال آخر عمرش یک برنامه کاری خودساخته و سخت مثل برنامه زندانیان برای خودش طراحی کرد. او هر روز ساعت هفت بیدار می‌شد، حمام می‌کرد و بدون اینکه صبحانه بخورد بی‌وقفه تا ظهر می‌نوشت. سپس فلوت می‌زد — او این کار را خیلی خوب انجام می‌داد اما تنها برای لذت بردن خودش می‌نواخت — و خود را به یک نهار گران‌قیمت در بهترین هتل فرانکفورت که انگلیشر هوف نام داشت مهمان می‌کرد. نهار خوردن او خیلی طول می‌کشید و اغلب تنها نهار می‌خورد اما گاهی هم با مهمانان خارجی فرهیخته هتل یا افسران ارتش گپ و گفتی می‌کرد. او سپس به کتابخانه می‌رفت تا روزنامه‌ها را — ترجیحاً تایمز لندن — بخواند. سپس یکی از پودل‌هایش — معمولاً آن یکی که نام سانسکریت آتمن داشت — را برمی‌داشت و قدم می‌زد. بعد از قدم زنی و پیش از برگشت به خانه امکان داشت تنهایی به یک سالن اجرای موسیقی یا کنسرت برود. اگر در طول روز حرف زدن با دیگران او را خسته کرده بود در را روی هیچ‌کس باز نمی‌کرد و ساعت ده شب هم می‌خوابید. شوپنهاور با شیوع بیماری وبا؛ برلین را به مقصد فرانکفورت ترک کرد و تا آخر عمر در همان‌جا ماند.
نیچه در مورد او می‌گوید: «مطلقاً تنها بود و کمترین دوستی نداشت و فاصلهٔ میان یک و هیچ لایتناهی است.» و یا: «هیچ چیز متفکران آلمان را به اندازه عدم
شباهتی که میان شوپنهاور و آنان بود رنج نداد.»
در جایی دیگر در کتاب نیچه در برابر واگنر می‌گوید: «من و شوپنهاور در میان آلمانی‌ها یک اتفاق به حساب می‌آییم.» نیچه این تنهایی شوپنهاور را در آثار او هم به خوبی می‌بیند. او در زایش تراژدی این نقل قول را از جهان به مثابه اراده و تصور می‌آورد: «فرض کنیم همچون ملوانی در قایقی کوچک در دریای خروشانی بی مرز نشسته‌ام که از هر طرف موج‌هایی پر فراز و نشیب و غول آسا، احاطه ام کرده‌اند و من همچنان به کشتی و نحیف و شکننده خود اعتماد دارم؛ همین کار را مردی می‌کند که با آرامش در میان جهانی مملو از شکنجه‌ها نشسته‌است. او به اصل فردیت اعتماد کرده‌است.»
بدیهی‌است که نیچه در زمان مرگ شوپنهاور شانزده ساله بوده و معاشرتی با وی نداشته‌است.
شوپنهاور با وکیلی مشورت کرده بود تا ببیند در توهین به دیگران تا کجا می‌تواند پیش رود و چه توهین‌هایی از مرزهایی که قانون تعیین کرده فراتر و قابل مجازات است. ولی از سوی دیگر، شوپنهاور برای کانت احترام ویژه‌ای قائل بود و خود را وارث حقیقی او می‌شمرد.
شوپنهاور در ۲۱ سپتامبر ۱۸۶۰ در ۷۲ سالگی و در حالی‌که به خوردن صبحانه مشغول بود و سالم به نظر می‌رسید، درگذشت.

## اندیشه

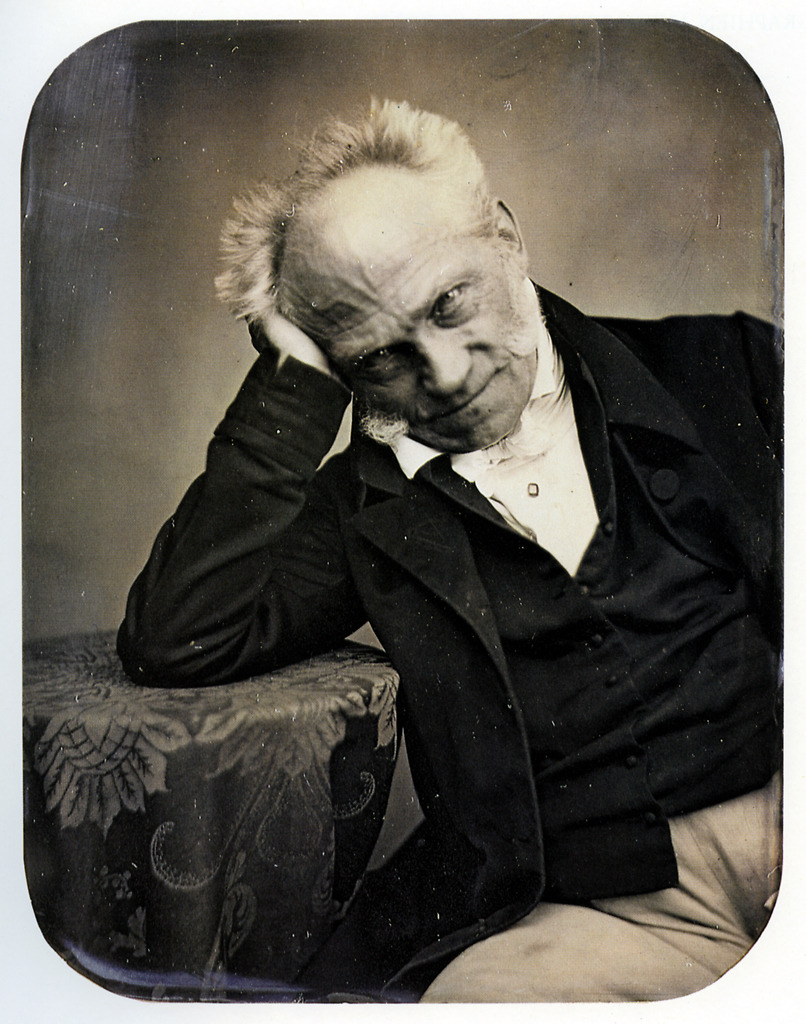
شوپنهاور در سال ۱۸۵۲

او به روح و به ماده معتقد نیست؛ بلکه به جهان موجود علاقه دارد، او بیشتر فلاسفه را مورد تمسخر قرار می‌دهد و می‌گوید فلسفه نباید با جملات پیچیده آمیخته گردد، زیرا که همه مردم باید به فلسفه آگاهی کامل داشته باشند.
«کار انسان نباید تفکر دربارهٔ آن پدیده‌هایی باشد که تاکنون کسی به آن‌ها پی نبرده‌است، بلکه باید اندیشیدن به آن واقعیاتی باشد که در برابر دیدگان همه قرار دارد، ولی کسی به آن‌ها نپرداخته‌است.»

### جهان همچون اراده و تصور

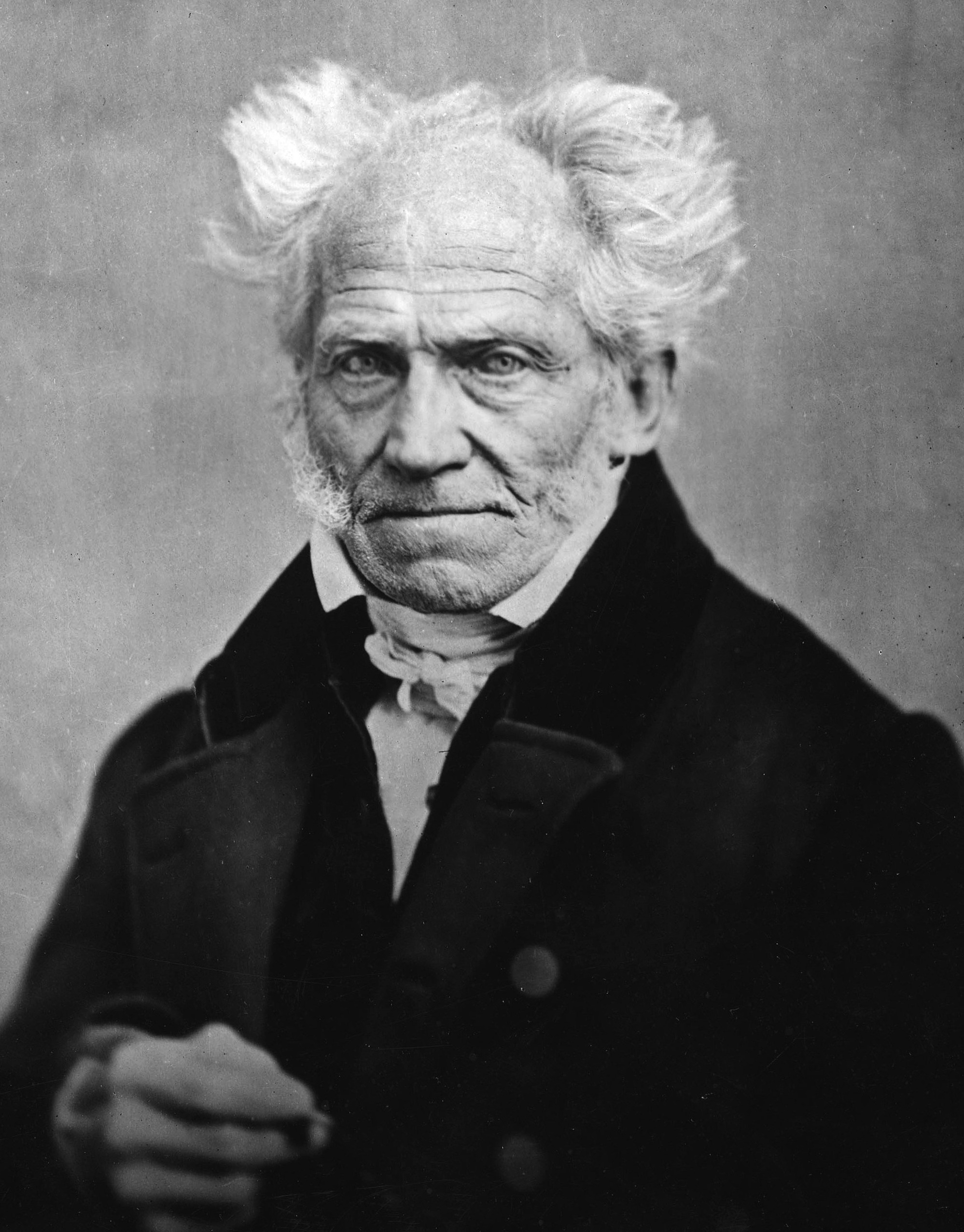
در سال ۱۸۵۹

کتاب معروف شوپنهاور چنین آغاز می‌شود: «جهان تصور من است». این کتاب را به سمفونی‌ای در چهار موومان تشبیه می‌کنند. هرکدام از آن‌ها دارای فضای خاص خود است. این کتاب با بحثی انتزاعی و انضمامی در باب نسبت ما با جهانی که تجربه‌اش می‌کنیم «آن گونه که آن را به خود باز می‌نماییم» آغاز می‌شود. در بخش دوم به این که واقعیتی ژرف‌تر از جهانی که علم توصیفش می‌کند اشاره می‌کند: زمانی می‌توانیم به این جهان (جهان همچون اراده) نظری اجمالی بیندازیم که حرکات جسمانی ناشی از ارادهٔ خود را در نظر آوریم. بخش سوم بحثی است خوش‌بینانه در باب هنر. در این‌جا شوپنهاور ادعا می‌کند که هنر می‌تواند گریز گاهی باشد از شر ارادهٔ بی‌امان و در عین حال از ابعاد واقعیت ژرف‌تر (جهان همچون اراده) پرده بردارد. بدبینی تیره ناکی بخش چهارم را فرا گرفته. در این بخش شوپنهاور شرح می‌دهد که چرا ما به موجب سرشت خویش محکوم به رنج کشیدنیم. با این همه اگر حاضر شویم زاهدانه روزگار بگذرانیم و از امیال خویش دست بشوییم باری کور سوی امیدی هست.

## دیدگاه‌ها

### ۱. کرامت انسانی
«هنگامی که با انسانی مواجه می‌شوی — فرقی نمی‌کند چه کسی باشد — سعی نکن بر اساس ارزش و کرامتش ارزیابیِ عینی از او به عمل آوری. به بدطینتی، یا کوته‌بینی و افکار منحرفش نگاه نکن؛ زیرا آن یک به آسانی می‌تواند تو را به سوی تنفر از وی بکشاند و این یک به سوی تحقیر وی.
در عوض، توجه‌ات را فقط معطوفِ رنج‌ها و نیازها و نگرانی‌ها و دردهایش کن. آنگاه همواره با وی احساس نزدیکی می‌کنی، با او هم‌درد می‌شوی؛ و به جای تنفر یا تحقیر، شفقت را تجربه می‌کنی. راه فروخوردن نفرت و تحقیر به‌هیچ‌وجه جَستَن به اصطلاح «کرامتِ انسان» نیست بلکه برعکس، نگریستن به او همچون موجودی در خور دلسوزی‌است.
بوداییان از معاصی کبیره آغاز می‌کنند نه از فضایل عالیه؛ زیرا فضایل صرفاً به صورت ضد یا نفیِ معاصی نمود می‌یابند. [...] نظر من با نظر صوفیان همخوانی دارد که برآنند چهار گناه کبیره وجود دارد، و اینها را به طرز گیرایی جفت می‌کنند، به نحوی که شهوت در کنار خِسَّت قرار می‌گیرد و خشم در کنار غرور. چهار فضیلتِ عالیه‌یِ مخالفِ این معاصی نیز عبارتند از نجابت و بخشندگی و مهربانی و فروتنی.
وقتی که این ایده‌های اخلاقی ژرف را با فضایل عالیه افلاطون — عدالت، شجاعت، اعتدال، و حکمت — مقایسه می‌کنیم، فضایل افلاطونی مبتنی بر اندیشه‌ای روشن و راهبر نیستند، بلکه به دلایلی انتخاب شده‌اند که سطحی، و بعضاً، به وضوح غلط‌اند.
فضایل باید کیفیات اراده باشند، اما حکمت عمدتاً صفت عقل است. اعتدال واژه‌ای بسیار ناروشن و مبهم است، و لذا مصادیق مختلفی پیدا می‌کند: یعنی می‌تواند به معنای حزم، یا خودداری، یا خونسردی باشد. شجاعت هم اصلاً فضیلت نیست، گرچه گاهی لازمه یا ابزار فضیلت است، اما می‌تواند ابزار بزرگ‌ترین جنایت‌ها نیز باشد…
[مع‌هذا این] اصل اخلاقی کانت است که در دانشگاه‌ها حکمفرماست. از میان صور گوناگون این اصل، صورتی که اکنون بیش از همه معروف است کرامتِ انسانی‌است. اگر پرسیده شود این به اصطلاح کرامتِ انسان بر چه چیز مبتنی‌است، بی‌درنگ پاسخ می‌آید که بر اخلاق او مبتنی‌است. به دیگر سخن، اخلاق انسان بر کرامت او مبتنی‌است و کرامت او بر اخلاقش. اما جدای از این استدلال دوری، به نظر می‌رسد که برای موجودی چون انسان که اراده‌اش معصیت‌آمیز است و عقلش محدود و جسمش بس‌ضعیف و استهلاک‌پذیر، مفهوم کرامت را فقط به معنای کنایی می‌توان استعمال کرد. چه افتخاری است انسان را که انعقاد نطفه‌اش معصیت است و تولدش کیفر، و زندگی‌اش رنج و مرگش ضرورت؟»
- کتاب در باب طبیعت انسان

### ۲. ساده‌دلان و زیرکی اجتماعی
«معمولاً کسانی که دارای شخصیتی شریف‌اند و از تواناییِ برجستهٔ ذهنی برخوردارند، به‌ویژه در جوانی از حیثِ شناختِ انسان‌ها و زیرکیِ اجتماعی مبتلا به کم‌بودی چشم‌گیرند. از این‌رو فریب می‌خورند یا به نحوی گمراه می‌شوند؛ حال آنکه طبایعِ پَست، راهِ خود را در جهان بسیار زودتر و بهتر می‌یابند. علتِ چنین امری، این است که انسانِ فاقدِ تجربه، باید مستقل از تجربه (سابق بر تجربه) قضاوت کند و هیچ تجربه‌ای از حیثِ ارزش، با تفکرِ سابق بر تجربه هم‌تراز نیست؛ زیرا تفکرِ سابق بر تجربه در افرادِ عامی و عادی همان دیدگاهِ خودخواهانه‌است، اما در افرادِ شریف و عالی چنین نیست: این‌ها درست به همین سبب که از دیگران متمایزند، افکار و اعمالِ دیگران را طبقِ معیارهای برترِ خود ارزیابی می‌کنند و در محاسبهٔ خویش دچارِ اشتباه می‌گردند.
اما اگر کسی که دارای شخصیتی شریف است، در اثرِ تجربهٔ خویش یا دیگران بیاموزد که در مجموع از انسان‌ها چه انتظاری می‌توان داشت — یعنی بفهمد که غالبِ آنان از حیثِ اخلاقی یا تواناییِ ذهنی چنان ساخته شده‌اند که اگر مجبور به داشتن رابطه‌ای با آنان باشیم، بهتر است در حدِ امکان از آنان دوری جوییم — باز هم از حقارت و فلاکتِ آنان هرگز درکِ کافی نخواهد داشت؛ بلکه تا زمانی که زنده است پیوسته خواهد کوشید درکِ خود را از آنان گسترش و تکامل دهد، اما تا آن زمان، مکرر گرفتارِ خطاهایی می‌شود که به زیانِ اوست.
و باز هم ممکن است پس از آنکه از درس‌ها واقعاً پند گرفت، گاهی اتفاق بیفتد که با اشخاصِ ناشناس معاشر شود و با شگفتی ببیند که همهٔ آنان در گفتار و رفتار کاملاً عاقل، صادق، صمیمی، باشرف و بافضیلت‌اند و به‌علاوه هوش‌مند و پرمایه و نکته‌سنج به نظر می‌رسند؛ اما این امر نباید او را به اشتباه بیندازد: طبیعت، مانند آن نویسندگانِ بی‌مایه نیست که افرادِ شریر یا دیوانه را ناشیانه با نشانه‌های آشکار به تصویر می‌کشند به‌طوری که فوراً می‌توان خودِ نویسنده را پشتِ سرِ چنین شخصیت‌هایی دید که مدام عقاید و گفته‌های آنان را افشا می‌کند و می‌گوید: «این فرد شریر است، آن یک دیوانه است، حرف‌های او را باور نکنید!»
برعکس، کارِ طبیعت به آثارِ گوته و شکسپیر می‌ماند که در آن‌ها هر کس — حتی اگر شیطان بالذات هم باشد — وقتی در برابرِ ما سخن می‌گوید، تماماً محق می‌نماید. این شخصیت‌ها چنان عینی توصیف شده‌اند که توجهِ ما را جلب می‌کنند و ما را وامی‌دارند که در نظرگاه‌های آنان شریک شویم؛ زیرا هر یک از این شخصیت‌ها طبقِ اصل یا قانونی درونی شکل گرفته‌اند و این امر، رفتار و گفتارِ آنان را طبیعی و در نتیجه ضروری جلوه می‌دهد؛ بنابراین، هرکس انتظار داشته باشد که در این جهان، شیطان‌ها با شاخ و دیوانگان با زنگوله ظاهر شوند، طعمه یا بازیچهٔ آنان می‌گردد.»
- کتاب در باب حکمت زندگی

### ۳. خودمحوری عامه مردم
«غالبِ آدمیان چنان درگیرِ امورِ شخصیِ خویش‌اند که هیچ‌چیز به طورِ اساسی علاقهٔ آنان را جلب نمی‌کند؛ جز خودِ آن‌ها. از این‌رو اگر کسی چیزی بگوید، فوراً به خود می‌اندیشند و همهٔ توجه‌شان به امورِ شخصیِ خودشان معطوف می‌گردد و همهٔ وجودشان را در بر می‌گیرد — هر چند آن‌کس رابطهٔ نزدیکی با آنان نداشته باشد — چنان‌که دیگر نمی‌توانند موضوعِ عینیِ گفته را درک کنند.
همچنین به محض این‌که دلیلی با منافع یا خودپسندیِ آنان ناسازگار باشد آن دلیل برای آن‌ها اعتباری ندارد. از این‌رو چنان به آسانی پریشان، مجروح و دل‌آزرده می‌گردند که دربارهٔ هر مطلبی با آنان سخن می‌گوییم — هر چند از روی بی‌غرضی باشد — باید بی‌اندازه مراقب باشیم که مبادا گفتهٔ ما در ارتباط با شخصِ شخیص و لطیفِ شنونده سوء تعبیر شود؛ زیرا به هیچ‌چیز جز آنچه مربوط به خودشان است علاقه‌ای ندارند و در برابرِ هر چه به طورِ کاملاً غیرمستقیم و دور از ذهن، خودپسندیِ حقارت‌آمیزِ آنان را خدشه‌دار کند یا به نحوی سایه‌ای منفی بر نفسِ گران‌بهای آنان بیندازد، حساسیتِ بسیار شکننده‌ای نشان می‌دهند. باید مراقب بود از هر گونه تماسِ غیرضروری با آنان پرهیز کرد.
در بعضی‌ها این خصوصیت چندان شدید است که وقتی کسی با آنان گفت‌وگو می‌کند و شعورش را چنان‌که باید پنهان نمی‌کند، احساس می‌کنند موردِ اهانت قرار گرفته‌اند — حتی اگر این احساس را در آن لحظه ابراز نکنند — اما گویندهٔ بی‌تجربه بیهوده به فکر فرومی‌رود و می‌کوشد بفهمد چرا خشم و نفرتِ دیگری را برانگیخته است.
این‌گونه اشخاص را در ضمن می‌توان به آسانی با تملق، خرسند کرد و دلشان را به دست آورد. از این‌رو داوری‌های چنین کسانی غالباً تحتِ تأثیرِ تملق صورت می‌گیرد و فقط به سودِ گروه یا طبقهٔ آنان است نه قضاوتی بی‌طرفانه و عادلانه. این واقعیت ناشی از آن است که اراده‌ی آنان به طورِ عمده بر شناختشان برتری دارد و نیروی ذهنیِ اندکشان کاملاً در خدمتِ اراده قرار دارد و حتی یک لحظه هم نمی‌تواند از آن منفک شود.»
- کتاب در باب حکمت زندگی

### ۴. دانایی و انزوا
«چه کم‌تجربه است آن‌کس که گمان می‌کند نشان دادنِ عقل و هوش موجبِ محبوبیت در جامعه می‌شود!
حماقت، توصیه‌نامه‌ای واقعی است. نشان دادنِ عقل چیزی نیست جز شیوه‌ای غیرمستقیم برای سرزنشِ کسانی که ناتوان و دیرفهم‌اند. به‌علاوه فردِ عامی از دیدن کسی که نقطه مقابلِ اوست برآشفته می‌شود؛ و علتِ پنهانِ این برآشفتگی، حَسَد است. همان‌طور که مدام می‌بینیم ارضای خودپسندی لذتی‌است که برای انسان از هر لذتِ دیگر بالاتر است و این لذت فقط در مقایسه خویش با دیگران حاصل می‌شود.
اما انسان به هیچ‌یک از مزیت‌های خود به قدرِ قابلیت‌های ذهنی نمی‌بالد، زیرا برتریِ او بر حیوانات تنها بر این پایه است.
از این رو، نشان دادنِ برتریِ قطعیِ خود به کسی — آن هم در برابرِ دیگران — بزرگ‌ترین گستاخی است. دیگری از این طریق به انتقام‌جویی ترغیب می‌گردد و در جست‌وجوی موقعیتِ مناسبی خواهد بود که با اهانت، انتقامِ خود را بگیرد؛ بدین‌سان از حوزه عقل به حوزه اراده وارد می‌شود؛ حیطه‌ای که همه در آن یک‌سان‌اند.
فلذا، در حالی که مقام و ثروت در جامعه، موجبِ جلبِ احترام می‌گردد، از توانایی‌های ذهنی نباید چنین انتظاری داشت: توانایی‌های ذهن در بهترین حالت نادیده گرفته می‌شوند، اما معمولاً به صورتِ نوعی گستاخی به آن می‌نگرند یا به منزله چیزی که صاحبِ آن به‌طورِ غیرمجاز به دست آورده‌است و می‌خواهد با آن فخر بفروشد. برای جبرانِ این امتیاز هرکس در خفا می‌کوشد به نحوی او را تحقیر کند و بدین‌منظور فقط در انتظارِ فرصتی‌است. آدمی هرچند رفتاری فروتنانه داشته باشد، باز هم دیگران به سختی می‌توانند برتریِ قابلیت‌های ذهنی‌اش را به او ببخشایند.
سعدی در گلستان می‌گوید:
«بدان که نادان از مصاحبتِ دانا بیشتر در رنج است تا دانا از مصاحبتِ نادان»
برتریِ ذهنی از هر نوع، آدمی را منزوی می‌کند، مردم از افرادی که بالاترند می‌گریزند و از آنها نفرت دارند و در توجیهِ این رفتار، برای آنان همه‌نوع‌عیب می‌تراشند.
با وجود این، دوستی و رفاقت بیش‌تر از هر چیزِ دیگر برای پیشرفت اهمیت دارد. اما توانایی‌های بزرگ مانعِ آن می‌شود که آدمی مَدحِ کسانی را بگوید که پایین‌تر از او هستند. به همین دلیل باید قابلیت‌های بزرگ را پنهان یا انکار کنیم.
آگاهی به توانایی‌های اندک، عکسِ این است و با خضوع و خشوع، خوش‌خدمتی، خوش‌مَشرَبی و احترام به چیزهای پَست سازگار است و لذا آدمی را صاحبِ دوست و پشتیبان می‌کند.
این امر فقط در مناصبِ دولتی مصداق ندارد بلکه دربارهٔ سمت‌های افتخاری، احترام و شهرت در محیط‌های علمی و هنری هم صادق است. به‌طوری که مثلاً در آکادمی‌ها، افرادِ میان‌مایه، سِمَت‌های بالا را اشغال می‌کنند، اما افرادِ کارآمد را یا دیر می‌پذیرند یا اصلاً راه نمی‌دهند.»
- کتاب در باب حکمت زندگی

### ۵. غرور ملی
«مبتذل‌ترین نوعِ غرور، غرورِ ملی است، زیرا کسی که به ملیتِ خود افتخار می‌کند در خود کیفیتِ با ارزشی برای افتخار ندارد، وگرنه به چیزی متوسل نمی‌شد که با هزاران هزار نفر در آن مشترک است. برعکس، کسی که امتیازاتِ فردیِ مهمی در شخصیتِ خود داشته باشد، کمبودها و خطاهای ملتِ خود را واضح‌تر از دیگران می‌بیند، زیرا مدام با این‌ها برخورد می‌کند. اما هر نادانِ فرومایه که هیچ افتخاری در جهان ندارد، به مثابهِ آخرین دست‌آویز، به ملتی متوسل می‌شود که خود جزئی از آن است. چنین کسی آماده و خوشحال است که از هر خطا و حماقتی که ملتش دارد، با چنگ و دندان دفاع کند.»
- کتاب در باب حکمت زندگی

### ۶. ازدواج به سبک قرن نوزدهم
«زن از مرد همه‌چیز می‌خواهد، یعنی انتظار دارد که آرزوها و نیازهایش تماماً برآورده شوند. اما مرد در درجهٔ اوّل و بلافاصله از زن فقط «یک چیز» را می‌خواهد. از این رو باید توافقی بر این مبنا صورت می‌گرفت که چنانچه مرد، مسئولیتِ همهٔ نیازهای زن و کودکانِ مشترکشان را به عهده بگیرد، به آن یک خواستِ خود دست یابد.
برای تحقق بخشیدن به این توافق، زنان باید متحد باشند و همبستگیِ گروهی نشان دهند. پس به منزلهٔ جبهه‌ای متحد و یک‌پارچه در برابرِ دشمنِ مشترک — که جنسِ مرد باشد — می‌ایستند که در اثرِ برتریِ طبیعیِ نیروهای بدنی و ذهنی‌اش، مالکِ همهٔ موهبت‌های زمینی‌است. جنسِ مرد باید مغلوب و تسخیر شود تا زنان بتوانند به موهبت‌های زمینی دست یابند و آن‌ها را از آنِ خود کنند. رفاهِ جنسِ زن بر پایهٔ این توافق بنا شده‌است.
این اصلِ اخلاقی دربارهٔ آبروی زن — که هرگونه هم‌خوابگیِ پیش از ازدواج را ممنوع می‌کند — برای رسیدن به این غایت است، تا هر مردی مجبور به ازدواج شود، که به مثابهِ تسلیم است؛ از این راه، همهٔ افرادِ جنسِ زن به طورِ کلی تأمین می‌شوند. اما فقط با نظارتِ سخت‌گیرانه می‌توان به طورِ کامل به این اصلِ اخلاقی دست یافت. از این رو زنان با روحیهٔ همبستگیِ گروهی، مراقبِ رعایتِ این اصل در میانِ اعضای جنسِ خود هستند.
بنابراین، هر دختری که با هم‌خوابگیِ پیش از ازدواج به جنسِ زن، خیانت ورزیده باشد طرد می‌شود و داغِ ننگ می‌خورد، زیرا اگر این عمل، عمومی شود، باعثِ نابودیِ رفاهِ جنسِ زن می‌گردد: پس آبرویش می‌ریزد، هیچ زنی نباید از آن پس با او معاشرت کند و مانندِ کسی که مبتلا به طاعون است، از او پرهیز می‌کنند.
زنِ زناکار نیز چنین سرنوشتی دارد، زیرا پیمانِ به انقیاد درآوردنِ مرد را زیرِ پا گذاشته‌است و با نمونه‌ای که عرضه می‌کند، موجب می‌شود که مردان از تن دادن به ازدواج بترسند، حال آنکه سعادتِ جنسِ زن در کل بر پایهٔ این پیمان استوار است. اما زنِ زناکار به علتِ شکستنِ پیمان و خیانت ورزیدن، علاوه بر آبروی جنسی، آبروی شهروندی خود را نیز از دست می‌دهد. به همین علت با اصطلاحِ «دخترِ سقوط کرده»، جرمِ دختران را تخفیف می‌دهند و مردی که دختری را اغفال کرده‌است می‌تواند با ازدواج کردن با او، آبروی رفتهٔ او را احیا کند، اما اصطلاحِ «زنِ سقوط کرده» وجود ندارد.»
- کتاب در باب حکمت زندگی

### ۷. زنان
«زمانی که طبیعت، جنس انسان را به دو بخش تقسیم می‌کرد، نقطهٔ برش را درست از میانه انتخاب نکرد. با وجود تمام قطبی بودن این دو جنس، تفاوت میان قطب مثبت و منفی به هیچ وجه فقط کیفی نیست، بلکه هم‌زمان کمّی هم هست. این است که همواره قُدَما و جوامع شرقی، چنین نگاهی به زنان داشته‌اند و بنا بر همین سَنجه، بسیار درست‌تر از ما جایگاهِ در خور و پسندیدهٔ آنان را دریافته‌اند، بسیار فراتر از مایی که با چاپلوسی، نرم‌خویی، و زن‌ستاییِ کج‌سلیقهٔ کهنهٔ فرانسوی‌مُآبِ‌مان، با این شکوفاییِ بی‌اندازهٔ حماقتِ مسیحی-آلمانیِمان، فقط باعث شده‌ایم زن‌ها چنان ازخودراضی و بی‌پروا بار بیایند که گاهی آدمی را به یاد میمون‌های مقدس در بَنارَس می‌اندازند؛ میمون‌هایی که با خودآگاهی نسبت به تقدّس و گزندناپذیریِشان، خود را مجاز به انجام هر کارِ ممکن می‌دانند.»
- کتاب هنر رنجاندن

### ۸. استعداد و سعی انسان
«از حیث ارزشِ درونی و احترامِ بیرونی هیچ کوشش و مطالعه‌ای نمی‌تواند با استعداد و نبوغ برابری کند. آگاهانه دست به کاری بزنیم که در توانمان است و آگاهانه، بارِ رنجی را به دوش بکشیم که ناگزیر بر ما وارد می‌شود. نباید آن‌طور که می‌خواهیم، بلکه باید آن‌طور که می‌توانیم زندگی کنیم.»
- کتاب هنر خوشبختی

### ۹. ارادۀ آزاد (جبر و اختیار)
«مسئله‌ی اراده‌ی آزاد درواقع معیاری است که می‌توان با آن متفکران عمیق را از افراد سطحی تمیز داد، یا دوراهی‌ای‌است که آنجا این دو هرکدام به راه خود می‌روند، یعنی دسته‌ی اول اجماعاً قائل به تلازم عمل با شخصیت و انگیزه‌ی معین می‌شوند، و درمقابل دسته‌ی دوم، یعنی توده‌ی مردم، از اراده‌ی آزاد طرفداری می‌کنند. بعد یک موضع حد وسط هم وجود دارد که شخصِ قائل به آن باحالتی سردرگم قیقاج می‌رود و مقصود را برای خودش و دیگران مغشوش می‌کند و پشت الفاظ و عبارات پناه می‌گیرد یا مسئله را می‌پیچاند و تحریف می‌کند تا دیگر کسی نداند بحث بر سر چه بوده‌است. این همان کاری است که لایب‌نیتس کرده، کسی که بیشتر ریاضی‌دان و دانشمند بود تا فیلسوف. اما برای به راه راست هدایت کردن این قیقاج‌روندگان باید مسئله را به این شکل پیش رویشان گذاشت و از آن منحرف نشد: 
۱) برای یک انسان معین، در شرایط معین، آیا دو عمل ممکن است یا فقط یک عمل؟ پاسخ همه‌ی ژرف‌اندیشان این است: فقط یک عمل.
۲) آیا مسیر زندگی یک انسان معین-با توجه به این که از یک سو شخصیت وی ثابت می‌ماند و از سوی دیگر شرایطی که بر او اثر می‌گذارد یکسره و تا ریزترین جزئیات لزوماً به‌وسیله‌ی علل بیرونی‌ای مشخص می‌شود که همواره با ضرورت مطلق حادث می‌شوند و زنجیره‌شان، که صرفاً متشکل از حلقه‌هایی است که به همان میزان ضروری‌اند، تا بی‌نهایت گسترده است- اصلاً می‌تواند در یک رخداد یا یک صحنه طوری غیر از آنچه رقم خورده است، رقم بخورد؟ پاسخ درست همواره این است: خیر!»
- کتاب دو مسئله‌ی بنیادین اخلاق

## کتاب‌شناسی

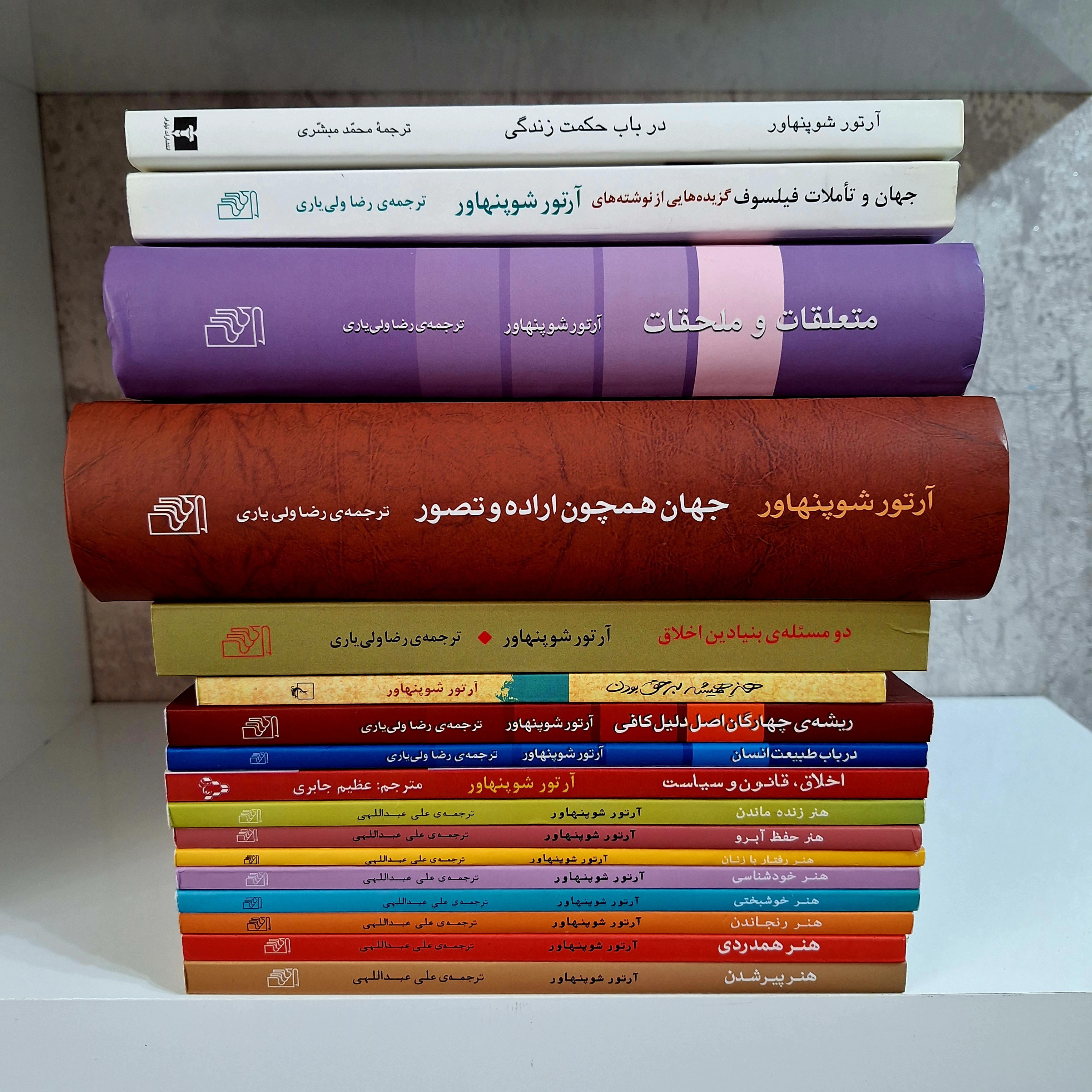
شماری از آثار ترجمه‌شده آرتور شوپنهاور به فارسی